# Dansk Cykle Ring Ballerup
Dansk Cykle Ring Ballerup (DCR Ballerup) var en dansk cykelklub med base i Ballerup, og klubhus ved Ballerup Idrætsby. Klubben blev grundlagt i 1890, og var verdens næstældste. Klubben havde primært fokus på landevejscykling.

## Fusion med Dansk Bicycle Club
Den 1. maj 2022 blev DCR Ballerup fusioneret med Dansk Bicycle Club. DBC var stiftet i 1881, og var verdens ældste cykelklub. Ved fusionen blev det nye navn DBC Ballerup, og der skulle fokus på både bane- og landevejscykling.